# Weymouth and Portland
Weymouth and Portland era un borgo del Dorset, Inghilterra, Regno Unito, con sede a Weymouth.
Il distretto fu creato con il Local Government Act 1972, il 1º aprile 1974 dalla fusione dei borough di Weymouth e Melcombe Regis col Distretto urbano di Portland. Fu abolito nel 2019.

## Località e parrocchie
Le località del distretto erano Weymouth, Isle of Portland e villaggi come Preston, Melcombe Regis, Upwey, Broadwey, Fortuneswell ed Easton.
L'unica parrocchia del distretto era Isle of Portland.